# Território de Indiana

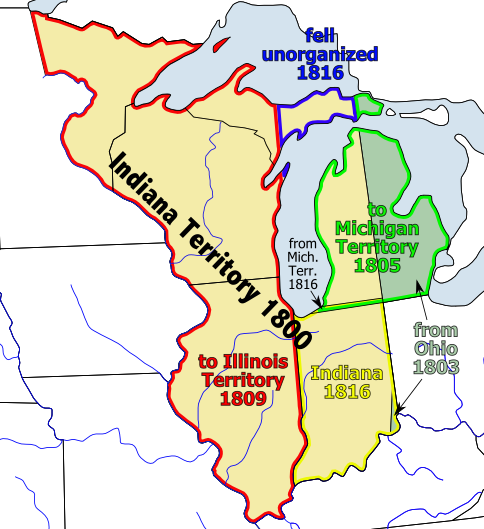
O Território de Indiana em 1800.

O Território de Indiana foi criado por um ato do Congresso que o presidente John Adams sancionou em 7 de maio de 1800, para formar um território organizado incorporado dos Estados Unidos que existiu de 4 de julho de 1800 a 11 de dezembro de 1816, quando o restante do sudeste parte do território foi admitido na União como o estado de Indiana.
O território originalmente continha aproximadamente 259.824 milhas quadradas (672.940 km2) de terra, mas seu tamanho foi reduzido quando foi subdividido para criar o Território de Michigan (1805) e o Território de Illinois (1809). O Território de Indiana foi o primeiro novo território criado a partir de terras do Território do Noroeste, que havia sido organizado nos termos da "Northwest Ordinance" de 1787. A capital territorial foi o assentamento em torno do antigo forte francês de Vincennes no rio Wabash, até ser transferido para Corydon perto do rio Ohio em 1813.